# Magistrat der Stadt Wien
Der Magistrat der Stadt Wien, seit November 1920 zugleich Amt der Wiener Landesregierung, besteht nach der Wiener Stadtverfassung (WStV) aus dem Bürgermeister, den amtsführenden Stadträten (derzeit Landesregierung und Stadtsenat Ludwig III), dem Magistratsdirektor (zugleich Landesamtsdirektor) und der entsprechenden Anzahl von Bediensteten. Der Magistrat hat die Geschäfte der Gemeinde und des Landes Wien zu besorgen und behördliche Angelegenheiten zu erledigen, soweit damit nicht andere Organe betraut sind. Er ist für Wien auch Bezirksverwaltungsbehörde. Der Begriff Magistrat besteht für eine in Wien tätige Behörde seit 1783.

## Teile des Magistrats (Übersicht)
Der Magistrat umfasst:
- den Bürgermeister als Vorstand (seit 2018: Michael Ludwig);
- die amtsführenden Stadträte, die die Geschäftsgruppen[6] leiten;
- den Magistratsdirektor als Leiter des gesamten inneren Dienstes (derzeit: Dietmar Griebler);
- die den Geschäftsgruppen unterstellten Magistratsabteilungen, Unternehmungen[7] wie z. B. den Gesundheitsverbund[8] und Betriebe[9]
- die Magistratischen Bezirksämter, die die ihnen zugewiesenen Aufgaben[10] unter direkter Aufsicht des Magistratsdirektors durchführen;
- den Stadtrechnungshof, bis 31. Dezember 2013 Kontrollamt der Stadt Wien;[11] er hat auf Beschluss des Gemeinderates oder dessen Stadtrechnungshofausschusses sowie auf Ersuchen des Bürgermeisters oder eines amtsführenden Stadtrates Prüfungen vorzunehmen, ist ansonsten aber von Weisungen über Umfang und Art der Prüfungsarbeiten frei (Direktor seit Juli 2020: Werner Sedlak). Die Befugnisse des Stadtrechnungshofes wurden mit dem Stadtrechnungshofnovelle genannten, vom Landtag am 21. November 2013 beschlossenen Landesverfassungsgesetz gegenüber den bisherigen Kontrollamtsrechten beträchtlich erweitert.[12]

## Bürgermeister
Der Bürgermeister ist Vorstand des Magistrats und für dessen Geschäftsführung verantwortlich. Er ist jeder Mitarbeiterin und jedem Mitarbeiter gegenüber weisungsberechtigt (Ausnahmen bestehen für den Stadtrechnungshof). Er erlässt Geschäftsordnung und Geschäftseinteilung des Magistrats. Er kann in unaufschiebbaren Fällen statt anderen Organen der Stadt entscheiden.

## Amtsführende Stadträte und Geschäftsgruppen
Die bestehenden Magistratsabteilungen und Unternehmungen sind jeweils einer der folgenden (derzeit sieben) Geschäftsgruppen (GGr.) zugeordnet, an deren Spitze eine amtsführende Stadträtin (dzt. vier GGr.) oder ein amtsführender Stadtrat (dzt. drei GGr.) steht:
- Bildung, Jugend, Integration und Transparenz
- Finanzen, Wirtschaft, Arbeit, Internationales und Wiener Stadtwerke
- Innovation, Stadtplanung und Mobilität
- Klima, Umwelt, Demokratie und Personal
- Kultur und Wissenschaft
- Soziales, Gesundheit und Sport
- Wohnen, Wohnbau, Stadterneuerung und Frauen

In früheren Amtsperioden in der Zweiten Republik bestanden bis zu zwölf Geschäftsgruppen (Abkürzung: GGr.), die mit römischen Zahlzeichen nummeriert waren, z. B. die GGr. III – Kultur mit dem Kulturamt (MA 7), der Stadtbibliothek (MA 9), der Museenabteilung (MA 10) und dem Stadtarchiv (MA 67). Heute heißt die MA 7 nur Kultur, die MA 9 Wienbibliothek im Rathaus, das Stadtarchiv ist als Wiener Stadt- und Landesarchiv nun die MA 8 und die Museenabteilung besteht nicht mehr, da das Wien Museum als eigene öffentlich-rechtliche Körperschaft aus dem Magistrat ausgegliedert wurde.
Aktueller Stand: Landesregierung und Stadtsenat Ludwig III.

## Magistratsdirektor
Die Leitung des „inneren Dienstes“ für den gesamten Magistrat (Personaleinsatz, Organisation, Dienstvorschriften usw.) obliegt dem Magistratsdirektor (intern: „dem MD“), der jedem Magistratsmitarbeiter (ausgenommen: Stadtrechnungshof) Aufträge erteilen kann, und der ihm unterstellten Magistratsdirektion. Der Magistratsdirektor, der auch als Landesamtsdirektor fungiert, untersteht dem Bürgermeister und Landeshauptmann persönlich. Magistratsdirektoren seit 1945 waren:
- Viktor Kritscha 1945–1953
- Walter Kinzl 1953–1962
- Rudolf Ertl 1962–1975
- Josef Bandion 1975–1995
- Ernst Theimer 1995–2010
- Erich Hechtner 2010–2022
- Dietmar Griebler seit 2022

In der Magistratsdirektion (Kürzel: MD) sind Organisationseinheiten eingerichtet, die für den gesamten Magistrat tätig sind:
- Geschäftsbereich Recht (MDR)
- Geschäftsbereich Personal und Revision (MD-PR)
- Geschäftsbereich Organisation und Sicherheit (MD-OS)
- Geschäftsbereich Bauten und Technik (MD-BD, Baudirektion, inoffiziell auch Stadtbauamt, geleitet von der Stadtbaudirektorin)
- Geschäftsbereich Europa und Internationales (MD-EUI)

Dem Magistratsdirektor unmittelbar zugeordnet sind
- das Büro des Magistratsdirektors
- die Gruppe Koordination
- die Gruppe Magistratische Bezirksämter und Sofortmaßnahmen
- die Kommunikation und internationale Kontakte
- die Budgetkoordination (der MD)

Weiters unterstehen der Magistratsdirektion
- die Präsidialabteilung (MD-P), die für den Bürgermeister und die Stadträte offizielle Besucher und Delegationen, Festakte, die Ehrenzeichenkanzlei (vulgo „Ordensverleihungen“) und die Vergabe der Repräsentationsräume im Rathaus für Veranstaltungen aller Art betreut (früher Präsidialbüro),
- die Klimaschutzkoordination (MD-KLI),
- die Strategischen Energieangelegenheiten (MD-E) und
- die Personalstelle Wiener Stadtwerke (MD-PWS), die formale Personalagenden für jene Stadtwerke-Mitarbeiter zu erledigen hat, die nicht beim Unternehmen Wiener Stadtwerke angestellt sind, sondern noch, wie früher üblich, im „Beamtenschema“ geführt werden.

## Magistratsabteilungen

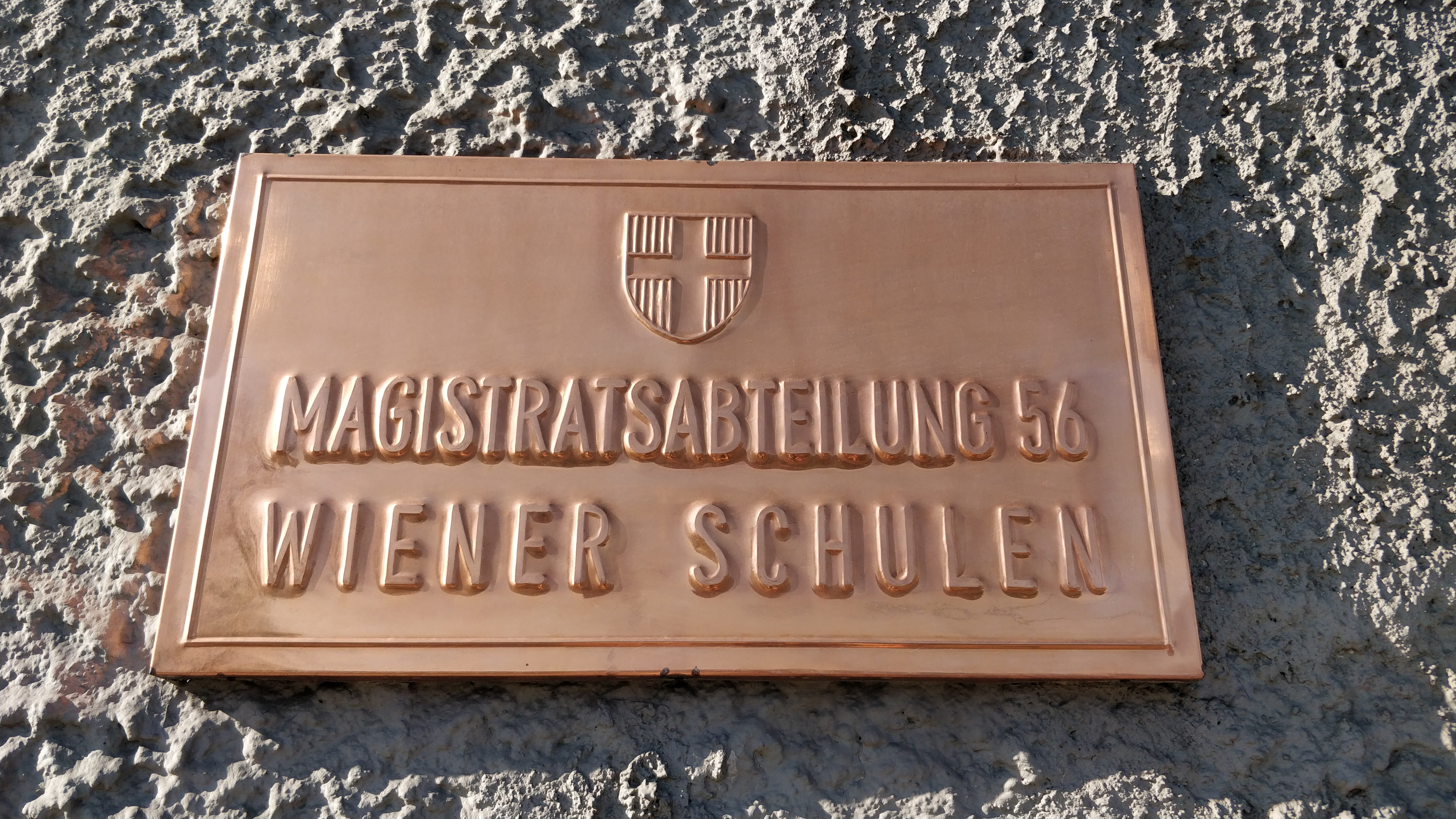
Plakette der „Magistratsabteilung 56 – Wiener Schulen“

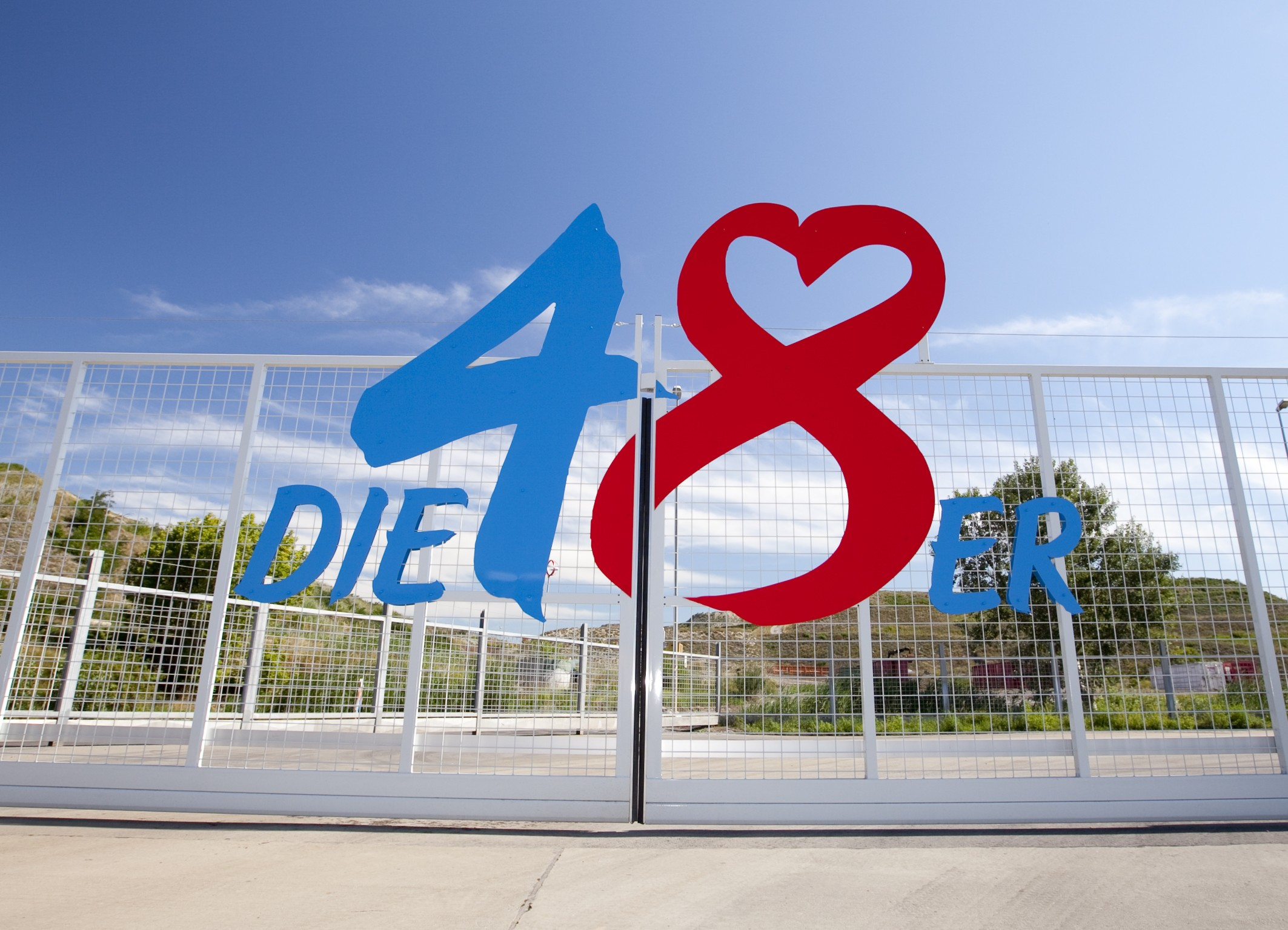
Die Magistratsabteilung 48 (MA 48 Abfallwirtschaft, Straßenreinigung und Fuhrpark) ist so bekannt, dass die Nummer der Magistratsabteilung inzwischen nicht nur in der Umgangssprache, sondern auch als Markenname der Wiener Stadtreinigung genutzt wird.

Die Magistratsabteilungen sind jeweils auf bestimmte Bereiche des öffentlichen Lebens (etwa Baupolizei, Gewerberecht, Jugendangelegenheiten, Gesundheitswesen, Verkehrsregelung etc.) spezialisiert. Die jeweils aktuelle Geschäftseinteilung für den Magistrat der Stadt Wien, die die Bürgermeisterin oder der Bürgermeister mit Zustimmung des Gemeinderates erlässt, enthält die Zuordnung der Aufgaben zu den Dienststellen.
Einige wesentliche Arbeitsbereiche des Magistrats wurden als (Magistrats-)Unternehmungen neu definiert oder in verschiedenen Rechtsformen aus dem Magistrat ausgegliedert. Die amtliche und umgangssprachliche Abkürzung für Magistratsabteilung lautet MA, worauf die Nummer der Abteilung in arabischen Zahlzeichen folgt. Aussprache: z. B. MA 48 als em-a achtundvierzig.
Am 10. April 2019 stellte die Stadt einen nach 20 Jahren neuen Markenauftritt vor, der in den nächsten 2–3 Jahren umgesetzt werden soll. Das Stadtwappen wird von „Stadt Wien“ und einem Wortbegriff für die Abteilung gefolgt, beides in der dafür rechtlich geschützten Schriftart „Wiener Melange“. Nur besonders etablierte Marken wie die der „48-er“ (Müll) und der Wiener Linien werden belassen, jedoch ergänzt.

### Bestand vom 1. April 2022
- Magistratsabteilung 01[18] – Wien Digital (GGr. Innovation, Stadtplanung und Mobilität) (seit 1. Juli 2018) – IKT-Dienstleisterin der Stadt Wien. Es wurden die drei IKT-Abteilungen der Stadt Wien – MA 14, KAV-IT und AKH-DTI – zusammengelegt.[19]
- Magistratsabteilung 2 – Personalservice (GGr. Klima, Umwelt, Demokratie und Personal)
- Magistratsabteilung 3 – Bedienstetenschutz und berufliche Gesundheitsförderung (GGr. Frauen, Bildung, Integration, Jugend und Personal)
- Magistratsabteilung 5 – Finanzwesen (GGr. Finanzen, Wirtschaft, Arbeit, Internationales und Wiener Stadtwerke)
- Magistratsabteilung 6 – Rechnungs- und Abgabenwesen (GGr. Finanzen, Wirtschaft, Arbeit, Internationales und Wiener Stadtwerke)
- Magistratsabteilung 7 – Kultur (GGr. Kultur und Wissenschaft)
- Magistratsabteilung 8 – Wiener Stadt- und Landesarchiv (vorher: MA 67; GGr. Kultur und Wissenschaft)
- Magistratsabteilung 9 – Wienbibliothek im Rathaus (GGr. Kultur und Wissenschaft)
- Magistratsabteilung 10 – Kindergärten (GGr. Bildung, Jugend, Integration und Transparenz)
- Magistratsabteilung 11 – Kinder- und Jugendhilfe (in der Werbung Mag Elf; GGr. Bildung, Jugend, Integration und Transparenz)
- Magistratsabteilung 13 – Bildung und Jugend (GGr. Bildung, Jugend, Integration und Transparenz)
- Magistratsabteilung 15[20] – Gesundheitsdienst (GGr. Soziales, Gesundheit und Sport)
- Magistratsabteilung 17 – Integration und Diversität (GGr. Bildung, Jugend, Integration und Transparenz)
- Magistratsabteilung 18 – Stadtentwicklung und Stadtplanung (GGr. Innovation, Stadtplanung und Mobilität)
- Magistratsabteilung 19 – Architektur und Stadtgestaltung (GGr. Innovation, Stadtplanung und Mobilität)
- Magistratsabteilung 20 – Energieplanung (GGr. Klima, Umwelt, Demokratie und Personal)
- Magistratsabteilung 21A – Stadtteilplanung und Flächennutzung Innen-Südwest (GGr. Innovation, Stadtplanung und Mobilität)
- Magistratsabteilung 21B – Stadtteilplanung und Flächennutzung Nordost (GGr. Innovation, Stadtplanung und Mobilität)
- Magistratsabteilung 22 – Umweltschutz (GGr. Klima, Umwelt, Demokratie und Personal)
- Magistratsabteilung 23 – Wirtschaft, Arbeit und Statistik (GGr. Finanzen, Wirtschaft, Arbeit, Internationales und Wiener Stadtwerke)
- Magistratsabteilung 24 – Strategische Gesundheitsversorgung (GGr. Gesundheit, Soziales und Generationen)
- Magistratsabteilung 25 – Technische Stadterneuerung (GGr. Wohnen, Wohnbau, Stadterneuerung und Frauen)
- Magistratsabteilung 26 – Datenschutz, Informationsrecht und Personenstand (GGr. Kultur, Wissenschaft und Sport)
- Magistratsabteilung 27 – Europäische Angelegenheiten (GGr. Finanzen, Wirtschaft, Arbeit, Internationales und Wiener Stadtwerke)
- Magistratsabteilung 28 – Straßenverwaltung und Straßenbau (GGr. Innovation, Stadtplanung und Mobilität)
- Magistratsabteilung 29 – Brückenbau und Grundbau (GGr. Innovation, Stadtplanung und Mobilität)
- Magistratsabteilung 31 – Wiener Wasser (GGr. Klima, Umwelt, Demokratie und Personal)[21]
- Magistratsabteilung 33 – Wien leuchtet (früher: Öffentliche Lichtanlagen) (GGr. Innovation, Stadtplanung und Mobilität)
- Magistratsabteilung 34 – Bau- und Gebäudemanagement (GGr. Wohnen, Wohnbau, Stadterneuerung und Frauen)
- Magistratsabteilung 35 – Einwanderung und Staatsbürgerschaft (GGr. Bildung, Jugend, Integration und Transparenz)
- Magistratsabteilung 36 – Gewerbetechnik, Feuerpolizei und Veranstaltungen (GGr. Klima, Umwelt, Demokratie und Personal)
- Magistratsabteilung 37 – Baupolizei (GGr. Wohnen, Wohnbau, Stadterneuerung und Frauen)
- Magistratsabteilung 39 – Prüf-, Überwachungs- und Zertifizierungsstelle (früher: Versuchs- und Forschungsanstalt der Stadt Wien) (GGr. Wohnen, Wohnbau, Stadterneuerung und Frauen)
- Magistratsabteilung 40 – Soziales, Sozial- und Gesundheitsrecht (GGr. Soziales, Gesundheit und Sport)
- Magistratsabteilung 41 – Stadtvermessung (GGr. Innovation, Stadtplanung und Mobilität)
- Magistratsabteilung 42 – Wiener Stadtgärten (früher: Stadtgartenamt; GGr. Klima, Umwelt, Demokratie und Personal)
- Magistratsabteilung 44 – Bäder (GGr. Bildung, Jugend, Integration und Transparenz)
- Magistratsabteilung 45 – Wiener Gewässer (früher: Wasserbau; GGr. Innovation, Stadtplanung und Mobilität)
- Magistratsabteilung 46 – Verkehrsorganisation und technische Verkehrsangelegenheiten (GGr. Innovation, Stadtplanung und Mobilität)
- Magistratsabteilung 48[22] – Abfallwirtschaft, Straßenreinigung und Fuhrpark (GGr. Klima, Umwelt, Demokratie und Personal)
- Magistratsabteilung 49 – Forst- und Landwirtschaftsbetrieb (GGr. Klima, Umwelt, Demokratie und Personal)
- Magistratsabteilung 50 – Wohnbauförderung und Schlichtungsstelle für wohnrechtliche Angelegenheiten (GGr. Wohnen, Wohnbau, Stadterneuerung und Frauen)
- Magistratsabteilung 51 – Sport Wien (GGr. Soziales, Gesundheit und Sport)
- Magistratsabteilung 53 – Presse- und Informationsdienst (GGr. Finanzen, Wirtschaft, Arbeit, Internationales und Wiener Stadtwerke)
- Magistratsabteilung 54 – Zentraler Einkauf und Logistik (früher: Beschaffungsamt) (GGr. Klima, Umwelt, Demokratie und Personal)
- Magistratsabteilung 56 – Wiener Schulen (früher: Städtische Schulverwaltung; GGr. Bildung, Jugend, Integration und Transparenz)
- Magistratsabteilung 57 – Frauenförderung und Koordinierung von Frauenangelegenheiten (GGr. Wohnen, Wohnbau, Stadterneuerung und Frauen)
- Magistratsabteilung 58 – Wasserrecht (GGr. Klima, Umwelt, Demokratie und Personal)
- Magistratsabteilung 59 – Marktamt (GGr. Innovation, Stadtplanung und Mobilität)
- Magistratsabteilung 60 – Veterinäramt und Tierschutz (GGr. Klima, Umwelt, Demokratie und Personal)[21]
- Magistratsabteilung 62 – Wahlen und verschiedene Rechtsangelegenheiten (GGr. Klima, Umwelt, Demokratie und Personal)
- Magistratsabteilung 63 – Gewerberecht, Datenschutz und Personenstand(GGr. Finanzen, Wirtschaft, Arbeit, Internationales und Wiener Stadtwerke)
- Magistratsabteilung 64 – Bau-, Energie-, Eisenbahn- und Luftfahrtrecht (GGr. Wohnen, Wohnbau, Stadterneuerung und Frauen)
- Magistratsabteilung 65 – Rechtliche Verkehrsangelegenheiten (GGr. Innovation, Stadtplanung und Mobilität)
- Magistratsabteilung 67 – Parkraumüberwachung (GGr. Innovation, Stadtplanung und Mobilität) (früher: MA 67 – Stadtarchiv; siehe MA 8)
- Magistratsabteilung 68 – Feuerwehr und Katastrophenschutz (GGr. Finanzen, Wirtschaft, Arbeit, Internationales und Wiener Stadtwerke)
- Magistratsabteilung 69 – Immobilienmanagement (GGr. Wohnen, Wohnbau, Stadterneuerung und Frauen)
- Magistratsabteilung 70 – Berufsrettung Wien (GGr. Soziales, Gesundheit und Sport)

### Nicht mehr bestehende Magistratsabteilungen
- Magistratsabteilung 1 – Allgemeine Personalangelegenheiten; aufgelöst per 1. Februar 2017 und in die Magistratsabteilung 2 (Personalservice) übertragen[23]
- Magistratsabteilung 4 – Allgemeine Finanz- und Wirtschaftsangelegenheiten; Abgaben (am 30. September 2009 aufgelöst, im Wesentlichen in die MA 5 und MA 6 integriert)
- frühere Magistratsabteilung 10 – Museen der Stadt Wien, 2002 als wissenschaftliche Anstalt ausgegliedert
- Magistratsabteilung 12 – Sozialamt, 2004 durch Fonds Soziales Wien[24] und MA 40 ersetzt
- Magistratsabteilung 14 – Abteilung für Automationsunterstützte Datenverarbeitung, Informations- und Kommunikationstechnologie der Stadt Wien; per 1. Juli 2018 mit KAV-IT und AKH-DTI zur MA 01 zusammengelegt.[19]
- Magistratsabteilung 16 - Wiener Schlichtungsstelle in Wohnrechtsangelegenheiten (in MA 50 aufgegangen)
- frühere Magistratsabteilung 17 – Anstaltenamt, durch Wiener Krankenanstaltenverbund, seit 1. Jänner 2002 Unternehmung, ersetzt; 2020 in Wiener Gesundheitsverbund umbenannt;1996–1999 Wiener Wohnen, dann als Unternehmung definiert
- frühere Magistratsabteilung 20 – Fremdenrechtliche Angelegenheiten; eingerichtet mit Gemeinderatsbeschluss vom 17. Dezember 1998;[25] Agenden am 1. Juni 2006 von der neuen MA 35 übernommen;[26] zuvor (z. B. 1978) Plan- und Schriftenkammer, später (z. B. 1993) Druckerei und technische Dokumentation im Rahmen der Stadtbaudirektion
- Magistratsabteilungen 21A und 21B wurden per 1. Jänner 2013 zur Magistratsabteilung 21 – Stadtteilplanung und Flächennutzung zusammengelegt
- Magistratsabteilung 24 – Hochbau (in MA 34 aufgegangen)
- Magistratsabteilung 30 – Wien-Kanal, seit 1. April 2009 als Unternehmung Stadt Wien – Wien-Kanal definiert
- Magistratsabteilung 32 – Haustechnik
- Magistratsabteilung 38 – Lebensmitteluntersuchung Wien
- Magistratsabteilung 43 – Städtische Friedhöfe (seit 1. Jänner 2008 als Friedhöfe Wien GmbH Teil der Wiener Stadtwerke)
- Magistratsabteilung 47 – Pflege und Betreuung; Agenden 2004 vom Fonds Soziales Wien übernommen
- Magistratsabteilung 52 – Städtische Wohnhäuserverwaltung; Agenden 1996 in die damalige MA 17 – Wiener Wohnen transferiert, diese 1999 als Unternehmung Stadt Wien – Wiener Wohnen definiert
- Magistratsabteilung 55 – Bürgerdienst – Stadtservice für alle Wienerinnen und Wiener
- Magistratsabteilung 61 – Staatsbürgerschafts- und Personenstandsangelegenheiten; Agenden 2006 von der neuen MA 35 übernommen[27][28]
- Magistratsabteilung 66 – Statistisches Amt der Stadt Wien; im Sommer 2005 als Referat in die MA 5 integriert[29], später Teil der neuen MA 23

## Unternehmungen
Neben den Magistratsabteilungen bestehen im Magistrat auf Grund von Gemeinderatsbeschlüssen folgende gemäß § 71 der Wiener Stadtverfassung als Unternehmung organisierte Dienststellen:
- Stadt Wien – Wiener Wohnen (Unternehmung seit 1999)[30] (GGr. Wohnen, Wohnbau, Stadterneuerung und Frauen)
- Wiener Gesundheitsverbund, zuvor Wiener Krankenanstaltenverbund (Unternehmung seit 2002) (GGr. Soziales, Gesundheit und Sport)
- Wien Kanal (Unternehmung seit 2009) (GGr. Klima, Umwelt, Demokratie und Personal)

Ihr Personal scheint im Dienstpostenplan der Stadt Wien auf, ihr Budget ist vom Gemeinderat zu genehmigen, sie verwalten unmittelbar städtisches Eigentum. Sie sind nicht mit gesellschaftsrechtlich organisierten, aus dem Magistrat komplett ausgegliederten Unternehmen im („privaten“) Eigentum der Stadt Wien wie den Wiener Linien oder deren Muttergesellschaft Wiener Stadtwerke zu verwechseln. (Die Wiener Stadtwerke wurden früher als „Magistratsbetriebe“ in einer der Geschäftsgruppen des Magistrats verwaltet.) Weiters besitzt die Stadt Wien Unternehmen, die nicht aus der Verwaltung ausgegliedert, sondern von Anfang an privatrechtlich organisiert wurden; als Konzernzentrale für sie ist die Wien Holding eingerichtet, die der Geschäftsgruppe Finanzen, Wirtschaft, Arbeit, Internationales und Wiener Stadtwerke untersteht.

## Magistratische Bezirksämter
Neben den spezialisierten Magistratsabteilungen bestehen als „Außenstellen“ 16 Magistratische Bezirksämter für die 23 Wiener Gemeindebezirke. Sie sind nicht der jeweiligen Bezirksvorstehung unterstellt, sondern dem Magistratsdirektor; den Bezirksämtern sind verschiedene Aufgaben als Gemeinde oder Bezirksverwaltungsbehörde zugewiesen. Abgekürzt wird mit MBA, verbunden mit der zweistelligen Zahl des Bezirks bzw. der Bezirke (zum Beispiel: MBA 10, MBA 13/14). Örtlich sind die Magistratischen Bezirksämter in den meisten Bezirken dort zu finden, wo sich vor der Eingemeindung des Gebiets das jeweilige Gemeindeamt befunden hat.
Bezirksvorstehung und -vertretung befinden sich meist auch in den Amtshäusern bzw. Exposituren.
| Gemeindebezirk(e)                  | Magistratisches Bezirksamt | angesiedelt im Amtshaus                                | Ansicht des Amtshauses | Adresse                        |
| ---------------------------------- | -------------------------- | ------------------------------------------------------ | ---------------------- | ------------------------------ |
| Innere Stadt und Josefstadt (Wien) | für den 1. und 8. Bezirk   | Amtshaus 1. und 8. Bezirk (das ist: Altes Rathaus)     | Altes Rathaus          | 1., Wipplingerstraße 8         |
| Leopoldstadt und Brigittenau       | für den 2. und 20. Bezirk  | Amtshaus 2. und 20. Bezirk                             |                        | 20., Brigittaplatz 10          |
| Leopoldstadt und Brigittenau       | für den 2. und 20. Bezirk  | vormals: Amtshaus 2. Bezirk, zusätzliche Servicestelle |                        | 2., Karmelitergasse 9          |
| Landstraße und Simmering           | für den 3. und 11. Bezirk  | Amtshaus 3. Bezirk                                     |                        | 3., Karl-Borromäus-Platz 3     |
| Landstraße und Simmering           | für den 3. und 11. Bezirk  | vormals: Amtshaus 11. Bezirk, Expositur                |                        | 11., Enkplatz 2                |
| Wieden und Margareten              | für den 4. und 5. Bezirk   | Amtshaus 4. und 5. Bezirk                              |                        | 5., Rechte Wienzeile 105       |
| Mariahilf und Neubau               | für den 6. und 7. Bezirk   | Amtshaus 6. und 7. Bezirk                              |                        | 7., Hermanngasse 24–26         |
| Alsergrund und Hernals             | für den 9. und 17. Bezirk  | Amtshaus 17. Bezirk                                    |                        | 17., Elterleinplatz 14         |
| Alsergrund und Hernals             | für den 9. und 17. Bezirk  | zusätzlich: Alserbachstraße 41                         | Alserbachstraße 41     | 9., Alserbachstraße 41         |
| Favoriten                          | für den 10. Bezirk         | Amtshaus 10. Bezirk                                    |                        | 10., Laxenburger Straße 43–45  |
| Meidling                           | für den 12. Bezirk         | Amtshaus 12. Bezirk                                    |                        | 12., Schönbrunner Straße 259   |
| Hietzing und Penzing               | für den 13. und 14. Bezirk | Amtshaus 13. und 14. Bezirk                            |                        | 13., Hietzinger Kai 1–3        |
| Rudolfsheim-Fünfhaus und Ottakring | für den 15. und 16. Bezirk | Amtshaus 15. und 16. Bezirk                            |                        | 15., Gasgasse 8–10             |
| Rudolfsheim-Fünfhaus und Ottakring | für den 15. und 16. Bezirk | vormals: Amtshaus 16. Bezirk, Expositur                |                        | 16., Richard-Wagner-Platz 19   |
| Währing und Döbling                | für den 18. und 19. Bezirk | Amtshaus 18. Bezirk                                    |                        | 18., Martinstraße 100          |
| Währing und Döbling                | für den 18. und 19. Bezirk | zusätzliche Servicestelle Döbling                      |                        | 19., Pfarrwiesengasse 23c      |
| Floridsdorf                        | für den 21. Bezirk         | Amtshaus 21. Bezirk                                    |                        | 21., Am Spitz 1                |
| Donaustadt                         | für den 22. Bezirk         | Amtshaus 22. Bezirk                                    |                        | 22., Dr.-Adolf-Schärf-Platz 8  |
| Liesing                            | für den 23. Bezirk         | Amtshaus 23. Bezirk                                    |                        | 23., Perchtoldsdorfer Straße 2 |

## Wissenschaftliche Anstalt, Fonds
Die folgenden Agenden wurden auf Grund von Wiener Landesgesetzen aus dem Magistrat komplett ausgegliedert:
- Wien Museum: Die frühere MA 10 – Museen der Stadt Wien wurde, wie die Bundesmuseen, 2002 als „vollrechtsfähige“, d. h. uneingeschränkt eine eigene Rechtspersönlichkeit darstellende wissenschaftliche Anstalt konstituiert und trägt seit 2003 den Namen Wien Museum. Die Anstalt (Direktor seit Oktober 2015: Matti Bunzl) blieb unter Verantwortung der Geschäftsgruppe Kultur des Magistrats, ist aber selbst kein Teil des Magistrats mehr.[34]
- Fonds Soziales Wien: Viele soziale Agenden wurden sukzessive in den per 1. Jänner 2002 nach dem Wiener Landes-Stiftungs- und Fondsgesetz[35] eingerichteten Fonds Soziales Wien[36][37] (Direktorin: Anita Bauer) ausgelagert. Er blieb unter Verantwortung der Geschäftsgruppe Soziales des Magistrats, ist aber selbst kein Teil des Magistrats. Insbesondere in diesem Fall kritisierte die Opposition im Gemeinderat die nunmehr angeblich stark reduzierten Kontrollrechte des Stadtparlaments.

## Geschichte
Als Magistrat wurde im 18. Jahrhundert vorerst eine landesfürstliche Behörde des Erzherzogs von Österreich verstanden. Die inoffiziell als Magistratsreform bezeichnete, offiziell aus den beiden Hofkanzleidekreten vom 16. und vom 20. August 1783 bestehende Neuregelung Kaiser Josefs II. machte aus der landesfürstlichen eine bürgerliche Behörde, an deren Spitze der von einem Ausschuss der Bürgerschaft auf vier Jahre gewählte und vom Landesherrn bestätigte Bürgermeister mit zwei ebenso gewählten Stellvertretern stand. Der damals amtierende Bürgermeister Josef Georg Hörl konnte an den Vorbereitungen dieser Reform teilnehmen und blieb weitere 21 Jahre im Amt. (1784 wurden die vier Prager Städte zu einer zusammengelegt und erhielten einen Magistrat nach Wiener Vorbild.)
Mit Wirkung vom 1. November 1783 wurden drei voneinander unabhängige Senate des Magistrats konstituiert: der Senat in publico-politicis et oeconomicis (die vom Bürgermeister geleitete eigentliche Stadtverwaltung, mit 12 Magistratsräten), der Senat in judicialibus civilibus (Zivilgerichtsbarkeit, mit 18 Magistratsräten) und der Senat in judicialibus criminalibus (Strafgerichtsbarkeit, mit 12 Magistratsräten). Die beiden gerichtlich tätigen Senate wurden von den beiden Stellvertretern des Bürgermeisters geleitet. Die Stadtverwaltung unterstand der niederösterreichischen Landesregierung, die Justizsenate unterstanden dem Appellationsgericht bzw. dem Kriminalobergericht. Den 42 als Magistratsräte tätigen Beamten wurden 83 weitere Beamte vom Registrator bis zum Gerichtsdiener untergeordnet.
Die Behörde trug bis 1804 und ab 1806 die Bezeichnung Magistrat der k.k. Haupt- und Residenzstadt Wien, von 1919 an die Bezeichnung Magistrat der Stadt Wien.
Ab 1812 wurden die den Magistratsräten zugeteilten Referate als Magistratsdepartments bezeichnet, und 1847 gab es schon 17 davon. 1848 wurde die Gerichtsbarkeit des Magistrats von staatlichen Gerichten übernommen. Die Eingemeindung der Vororte 1890 / 1892 ließ die zentrale Verwaltung auf 19 Departements ansteigen, die am 1. Jänner 1902 unter Bürgermeister Karl Lueger durch 22 Magistratsabteilungen ersetzt wurden. Daneben gab es noch die Bauamtsabteilungen des Stadtbauamtes, die erst 1920 eingegliedert wurden, wodurch dann 30 Abteilungen existierten. Seit 1. Juni 1920 wird der Magistrat, damals unter Bürgermeister Jakob Reumann, auf Grund einer neuen Gemeindeordnung in von amtsführenden Stadträten geleitete Geschäftsgruppen unterteilt, denen jeweils Magistratsabteilungen und andere Magistratseinrichtungen zugeordnet sind. (Die Neueinteilung ergab vorerst sieben Geschäftsgruppen mit insgesamt 54 Magistratsabteilungen.)
Seit dem Inkrafttreten der Bundesverfassung am 10. November 1920 ist der Magistrat auch Amt der Wiener Landesregierung; die Details wurden in der am 18. November 1920 in Kraft getretenen Wiener Stadtverfassung geregelt, die das Ressortsystem der Gemeindeordnung vom Frühjahr 1920 fortführte. Das NS-Regime führte 1939 eine Gliederung in neun Hauptabteilungen ein; 1946 kehrte man unter Bürgermeister Theodor Körner zum Organisationsschema 1933 zurück.
Die Gliederung des Magistrats in jeweils mehrere Magistratsabteilungen umfassende und von amtsführenden Stadträten geleitete Geschäftsgruppen (es gab nach 1945 bis zu zwölf) änderte sich nach politischer Zweckmäßigkeit, unter anderem, wenn die regierenden Sozialdemokraten nach 1945 Koalitionen mit der ÖVP oder wie zuletzt bis 2020 mit den Wiener Grünen eingingen. Auch Unternehmungen des Magistrats (siehe oben) ressortieren zu Geschäftsgruppen. Im Unterschied zu anderen Landeshauptleuten in Österreich führt der Wiener Bürgermeister traditionsgemäß selbst kein Ressort, ist aber Vorgesetzter des Magistratsdirektors und seines Stabes. Mit 1. Jänner 2014 wurde das städtische Kontrollamt zum Stadtrechnungshof ausgebaut.

## Umgangssprache
Umgangssprachlich wird statt „die MA 48“ auch kurz „die 48er“ (achtundvierziger) gesprochen. Dieser Sprachgebrauch wird auch im Logo dieser Abteilung niedergeschrieben: „48er“.

## Fiktive Magistratsabteilungen
- Aktenbestände des Magistrats sind dem Wiener Archivgesetz entsprechend spätestens nach 30 Jahren an das Wiener Stadt- und Landesarchiv (MA 8) zur Archivierung abzugeben, wenn sie auf Dauer erhalten bleiben sollen. Bestände, die keiner bestimmten Abteilung zuzuordnen sind, weil sie z. B. aus Zeiten stammen, in denen der Magistrat anders gegliedert war als heute, werden im Archiv unter einer fiktiven Nummer geführt, die über 100 liegt, zum Beispiel MA 116: Bestände des Konskriptionsamtes, wo historische Konskriptionsbögen, Heimatrollen, die Fremdenkartei und ähnliches zu finden sind.
- Die Magistratsabteilung 2412 – Amt für Weihnachtsdekoration existiert nur in der österreichischen Sitcom MA 2412.